# Michael Otto z Althannu
Michael Otto hrabě z Althannu (německy Michael Otto Graf von Althann, 1730 - 18. května 1797, Mezilesí/Mittelwalde) byl česko-rakouský šlechtic z rodu Althannů, majitel pozemkových statků v jižní části Kladského hrabství, ve východních Čechách a Dolním Rakousku.

## Život
Narodil se roku 1730 jako čtvrtý syn Michaela Emanuela z Althannu a jeho manželky Anny Františky z Oppersdorfu. V 19 letech po smrti svého otce v roce 1749 jako jediný žijící syn převzal Kralické panství, a slezské statky Roztoky a majorátní panství v Mezilesí, dále mu patřil Zwentendorf a Murstetten v Dolním Rakousku.
Za jeho vlády po skončení slezských válek zažilo Mezilesí a okolí hospodářskou renesanci díky rozvoji tkalcovského průmyslu ve městě.
V roce 1780 založil dvě nové kolonie na panství Roztoky vsi Michałowice (Michaelsthal) a Potoczek (Neißbach). 
Michael Otto z Althannu zemřel v roce 1797 ve věku 67 let a byl pohřben ve farním kostele Božího Těla v Mezilesí a jeho majetek přešel do rukou Michaela Karla z Althannu.

### Manželství a potomstvo
V roce 1750 se oženil s Marií Josefou Eleonorou z Valdštejna (1732–1757), nejmladší dcerou bývalého kladského zemského hejtmana Leopolda Viléma z Valdštejna, toto manželství však zůstalo bezdětné. Po smrti první manželky se v roce 1760 oženil podruhé, s Marií Annou z Martinic (1737–1810), která byla dámou Řádu hvězdového kříže a po vymření rodu Martiniců převzala jako dědický podíl severočeská panství Ahníkov a Prunéřov. Z druhého manželství se narodily dvě děti:
- Michael František (1761-1762)
- Marie Anna (1775–1840), c. k. palácová dáma, majitelka panství Ahníkov a Prunéřov, I. ∞ 1794 Bedřich Josef hrabě Kinský z Vchynic a Tetova, II. ∞ 1797 Karel Josef hrabě Firmian (1766–1822), c. k. tajný rada, komoří, spoluzakladatel Jednoty pro zvelebení hudby v Čechách